# Dziewiętlice
Dziewiętlice est une localité polonaise de la gmina de Paczków, située dans le powiat de Nysa en voïvodie d'Opole.
L'astronome tchèque Jiří Grygar y est né.